# Terry Rossio
Terry Rossio (2 de julio de 1960) es un guionista y productor estadounidense. Es el guionista de películas como Aladdín, Shrek, y todas las películas de Piratas del Caribe.
Fue nominado al Óscar al mejor guion adaptado por Shrek, película por la que ganó un premio Annie al mejor guion en una película animada y el BAFTA al mejor guion adaptado. Es colaborador habitual del también guionista Ted Elliott.

## Trayectoria
Rossio nació en Kalamazoo, Michigan. Tras graduarse en el Saddleback High School de Santa Ana, California estudió en la Universidad Estatal de California, Fullerton, donde recibió un Bachelor of Arts en Comunicación, especializándose en radio, televisión y cine. Es el fundador de Wordplayer.com, una de las principales páginas web sobre escritura de guiones.
Junto a su compañero Ted Elliott, Rossio ha escrito algunas de las películas estadounidenses más exitosas de los últimos 25 años, incluyendo Aladdín, Pirates of the Caribbean: The Curse of the Black Pearl y Shrek. Es el segundo guionista más exitoso de todos los tiempos en cuanto a la taquilla estadounidense, con una recaudación de unos 2.500 millones de dólares.
En marzo de 2017, Legendary Entertainment anunció que Rossio lideraría a su equipo de guionistas para ayudar a desarrollar el MonsterVerse.

## Premios y nominaciones
- 2001 - Nominado al Óscar al mejor guion adaptado por Shrek
- 2002 - Nominado al Premio Nébula al mejor guion por Shrek
- 2003 - Nominado al Premio Bram Stoker al mejor guion por Pirates of the Caribbean: The Curse of the Black Pearl
- 2004 - Nominado al Hugo a la mejor representación dramática por Pirates of the Caribbean: The Curse of the Black Pearl
- 2013 - Nominado al Razzie al peor guion por El Llanero Solitario

## Filmografía (listado incompleto)
- 1989 Little Monsters (guionista)
- 1992 Aladdin (guionista)
- 1994 The Puppet Masters (guionista)
- 1997 Men in Black (guionista, no acreditado)
- 1998 The Mask of Zorro (guionista)
- 1998 Antz (consultor creativo)
- 1998 Godzilla (guion original)
- 1998 Small Soldiers (guionista)
- 2000 The Road to El Dorado (guionista)
- 2001 Shrek (coproductor/guionista)
- 2002 Treasure Planet (argumento)
- 2003 Pirates of the Caribbean: The Curse of the Black Pearl (guionista)
- 2003 Sinbad: Legend of the Seven Seas (consultor creativo)
- 2004 National Treasure (guionista no acreditado)
- 2004 Shrek 2 (consultor creativo)
- 2005 The Legend of Zorro (guionista)
- 2006 Pirates of the Caribbean: Dead Man's Chest (guionista)
- 2006 Déjà Vu (guionista/productor ejecutivo)
- 2007 Piratas del Caribe: en el fin del mundo (guionista)
- 2007 National Treasure: Book of Secrets (argumento)
- 2009 G-Force (productor asociado/guionista no acreditado)
- 2011 Pirates of the Caribbean: On Stranger Tides (guionista/productor ejecutivo)
- 2011 Pirates of the Caribbean: Tales of the Code – Wedlocked (guionista)
- 2013 Lovestruck: The Musical (guionista/productor ejecutivo)
- 2013 The Lone Ranger (guionista/productor ejecutivo)
- 2017 Piratas del Caribe: La venganza de Salazar (guionista/productor ejecutivo)
- 2020 Godzilla vs. Kong (guionista)

## Premios y distinciones
Premios Óscar
| Año  | Categoría            | Película | Resultado |
| ---- | -------------------- | -------- | --------- |
| 2002 | Mejor guion adaptado | Shrek    | Nominado  |